# Raiffeisen Sportpark
Der Raiffeisen Sportpark ist eine multifunktionale Sportstätte in Graz, welche für Sportgroßveranstaltungen genutzt wird, sowie die Heimspielstätte der Vereine HSG Graz, UVC Holding Graz, UBI Holding Graz und UBSC Raiffeisen Graz ist.

## Geschichte
Am Gelände des heutigen Sportparks befand sich früher die Heimspielstätte des GSV Wacker auf einem Rasenplatz. Der Baustart des Raiffeisen Sportparks war im Jahr 2017, nach etwas mehr als einem Jahr Bauzeit wurde die 3.718 m² große Halle im Jahr 2018 eröffnet. Der Architekt war Harald Kloiber, die Baukosten betrugen 17,45 Millionen Euro.
Die erste Veranstaltung war das Handballspiel HSG Graz vs. Union Juri Leoben am 7. September 2018, die erste Großveranstaltung war der EHF Euro Cup Österreich gegen Schweden am 28. Oktober 2018.

## Gebäude
Das Gebäude enthält eine 2.728 m² große Ballsporthalle, welche neben Sportgroßveranstaltungen die Heimspielstätte des HSG Graz, UVC Graz, UBI Graz und UBSC Raiffeisen Graz ist. Neben der Ballsporthalle gibt es noch einen Fitnessbereich, Turnsaal bzw. Tanzsaal, Seminarräume sowie drei weitere Hallen, die je nach Bedarf umfunktioniert werden können (z. B. Judo, Fechten, Tischtennis).
Die Ballsporthalle wird oftmals für Sportgroßveranstaltungen genutzt (Länderspiele, Europameisterschaften). Auf den 2.728 m² wird Platz für 3.000 Personen geboten.
Zusätzlich beheimatet der Raiffeisen Sportpark einen Gastronomiebereich, das Sägewerk Sport.

## Erreichbarkeit
Vor der Sporthalle in der Hüttenbrennergasse wurde ein Parkplatz für ca. 60 Fahrzeuge sowie eine größere Tiefgarage mit ca. 80 Parkplätzen errichtet. Zusätzlich gibt es sieben E-Tankstelle sowie eine gute Anbindung an Öffentliche Verkehrsmittel, beispielsweise ist der Sportpark ca. 8 Minuten vom Ostbahnhof und der Haltestelle Fröhlichgasse/Messe entfernt sowie 4 Minuten von der Haltestelle Fliedergasse.
| Linie                            | Streckenverlauf                                                                                            | Unternehmen/EVU        |
| -------------------------------- | --- | ---------------------- |
| /                                | Graz Hauptbahnhof – Graz Ostbahnhof-Messe – Gleisdorf – Fehring (– Szentgotthárd – Győr – Budapest Keleti) | ÖBB / GySEV Raaberbahn |
| S-Bahn Steiermark                | Graz Hauptbahnhof – Graz Ostbahnhof-Messe – Gleisdorf – Weiz                                               | Steiermarkbahn         |
| Liste der Linien der Graz Linien | Jakominiplatz – Fliedergasse – Thondorf                                                                    | Graz Linien            |
| Liste der Linien der Graz Linien | Jakominiplatz – Fliedergasse – Theyergasse                                                                 | Graz Linien            |
| Straßenbahn Graz                 | Liebenau/Murpark – Fröhlichgasse/Messe – Jakominiplatz – Hauptbahnhof – Laudongasse                        | Graz Linien            |
| Liste der Linien der Graz Linien | St. Peter Schulzentrum – Sportpark – Don Bosco – Grottenhofstraße                                          | ÖBB Postbus            |
| 671                              | Graz Andreas-Hofer-Platz – Hüttenbrennergasse – Schwarzl See – Thalerhof                                   | Dr. Richard            |